# Javier Guzmán
Javier Guzmán Colin (El Higo, 1945. január 9. – 2014. augusztus 14.) mexikói válogatott labdarúgó.

## Pályafutása

### Klubcsapatban
Pályafutása nagy részét a Cruz Azul csapatában töltötte. 1965 és 1968, majd 1969 és 1978 között volt a klub játékosa. Játszott még a Pumas UNAM (1968–69) és a CD Veracruz (1978–79) együtteseiben is. 

### A válogatottban
1970 és 1977 között 38 alkalommal szerepelt a mexikói válogatottban és 2 gólt szerzett. Részt vett a hazai rendezésű 1970-es világbajnokságon.

## Sikerei
Cruz Azul
- Mexikói bajnok (4): 1970, 1971–72, 1972–73, 1973–74
- Mexikói szuperkupa (1): 1974
- CONCACAF-bajnokok kupája (2): 1970, 1971

## Külső hivatkozások
- Javier Guzmán adatlapja a National-Football-Teams.com oldalon (angolul)

- Javier Guzmán adatlapja a worldfootball.net oldalon (angolul)